# Dick Ukeiwé
Dick Kiamue Ukeiwë, né dans la tribu de Xodrë à Lifou (Nouvelle-Calédonie) le 13 décembre 1928 et mort le 3 septembre 2013, est un homme politique français de Nouvelle-Calédonie. 
D'origine mélanésienne, fortement anti-indépendantiste (ou « loyaliste »), il fut l'un des membres fondateurs du parti et l'une des principales figures du Rassemblement pour la Calédonie dans la République (RPCR) de Jacques Lafleur. Il a été le chef des différents exécutifs du Territoire de 1979 à 1982 et de 1984 à 1989, sénateur RPR de la Nouvelle-Calédonie de 1983 à 1992 et député européen RDE de 1989 à 1994.

## Origines et carrière professionnelle (1928-1956)
Dick Ukeiwé appartient au clan des Api Angajoxu (littéralement « petits-fils du grand-chef »), apparentés au grand-chef de Loessi à Lifou, dans les îles Loyauté. Par sa mère, il est originaire de la tribu de Tenane et du district de Guahma à Maré. Son père est planton militaire du service, ce qui lui permet notamment de côtoyer le capitaine de gendarmerie Gustave Meunier (en poste de 1931 à 1934, il est l'un des principaux artisans de la « nouvelle politique indigène » initiée à partir de 1925 par le gouverneur de l'époque Joseph Guyon pour améliorer la situation tant sociale qu'économique des Mélanésiens, en développant par exemple les exploitations du coprah ou du café dans les réserves ou en leur ouvrant les portes de l'enseignement public). Cet officier obtient, en 1933, une dérogation pour le jeune Dick pour qu'il soit scolarisé à l'école publique Frédéric-Surleau, jusqu'ici presque exclusivement européenne et voisine de la caserne Gally-Passebosc, à Nouméa. Il est ensuite un des rares Kanak de l'époque à pouvoir faire ses études secondaires au collège Lapérouse. Il est formé de 1943 à 1947 à l'école de Montravel, à Nouméa, qui forme les moniteurs kanak ayant vocation à dispenser l'enseignement public dans les terres coutumières (jusqu'ici l'éducation y était prise en charge par les missions). Son diplôme obtenu, il est ainsi affecté comme moniteur enseignant à Tiga en 1948. Il est également le responsable du poste radio installé sur cette île en 1951, et cumule ces fonctions avec celle d'infirmier.

## Carrière politique (1957-1999)

### Les débuts à l'Union calédonienne (1957-1960)
Après la mise en place du statut de la loi-cadre Defferre, qui offre une assez forte autonomie à la Nouvelle-Calédonie et permet de consacrer l'égalité des Kanak avec les Européens en termes de droits civiques (initiée avec l'abolition du code de l'indigénat en 1946), il abandonne son poste de Tiga et s'engage en politique. Il est alors membre de l'Association des indigènes calédoniens et loyaltiens français (AICLF) de Doui Matayo Wetta, liée aux missions protestantes et au pasteur Charlemagne, l'un des deux partis politiques kanak confessionnels fondés en 1946 à la suite de la première ouverture du corps électoral aux Mélanésiens, avec l'Union des indigènes calédoniens amis de la liberté dans l'ordre (UICALO) de Rock Pidjot et Michel Kauma, pour sa part proche des missions catholiques. Dick Ukeiwé adhère ainsi dans le même temps à l'Union calédonienne (UC), que ces deux mouvements ont contribué à créer en 1953 avec le député centriste (d'origine métropolitaine) Maurice Lenormand avec pour slogan « deux couleurs, un seul peuple » et pour programme la meilleure intégration économique, sociale et politique des Kanak ainsi que l'autonomie du Territoire.
Il entre à 28 ans pour la première fois à l'Assemblée territoriale de Nouvelle-Calédonie dès sa création. Il est en effet élu aux élections territoriales du 22 juillet 1957 sur la liste UC menée par Michel Kauma dans la 4e circonscription du territoire, à savoir les Îles Loyauté. Il se fait remarquer en avril 1958 en participant, avec le ministre des Affaires économiques et du Plan du conseil de gouvernement (l'exécutif local) Daniel Laborde et Gabriel Mussot (syndicaliste, directeur de cabinet du ministre local du Travail et conseiller territorial pour le Rassemblement ouvrier calédonien, petit parti ouvriériste proche de l'UC), à une délégation officielle néo-calédonienne envoyée à Hanoï. Celle-ci est alors chargée de négocier avec le gouvernement du Nord-Vietnam de Hô Chi Minh sur la question du rapatriement de la population d'origine indochinoise du Territoire, majoritairement issue du Tonkin et qui, dans le cadre d'études menées à cette époque, ont très largement déclarer vouloir retourner au pays, c'est-à-dire désormais la République démocratique du Viêt Nam. Or, Paris soutient diplomatiquement à l'époque le Sud Vietnam, tandis que le régime de Hanoï est très impopulaire auprès d'une population néo-calédonienne assez majoritairement anti-communiste (surtout parmi les Européens). Or, un accord est signé entre la mission et le gouvernement nord vietnamien le 30 avril 1958, tout de suite désavoué par le Quai d'Orsay, et Ukeiwé se fait photographier aux côtés de Hô Chi Minh, ce qui fait scandale à Nouméa.
Il est réélu lors du scrutin suivant provoqué le 7 décembre 1958 à la suite de l'adoption de la Constitution de la Cinquième République et dans le cadre d'un débat territorial intense quant au statut futur de la Nouvelle-Calédonie, l'Union calédonienne défendant le maintien en tant que TOM avec le statut Defferre (ce qui sera finalement décidé). Par la suite cependant, l'AICLF s'éloigne de plus en plus de la direction de l'UC et tout particulièrement de Maurice Lenormand, et se rapproche plutôt du gouverneur Laurent Péchoux et des gaullistes locaux, favorables à une autonomie moins poussée. Ainsi, lors du IVe Congrès de l'Union calédonienne tenu à Nouméa dans la salle de cinéma Tropic du 4 au 7 novembre 1960, le pasteur Raymond Charlemagne (véritable père spirituel de l'AICLF et autorité morale à l'UC), Doui Matayo Wetta et les trois conseillers territoriaux issus de l'association protestante - Dick Ukeiwé, Kiolet Néa Galet et Toutou Tiapi Pimbé - décident de faire quitter celle-ci du « parti à la croix verte ». Les quelques membres de l'AICLF restés fidèles à Lenormand créent de leur côté un nouveau mouvement pour les représenter, l'Association des autochtone calédoniens et des îles Loyauté (AACL), qui n'aura jamais la même influence que l'AICLF.
Dick Ukeiwé, Néa Galet et Tiapi Pimbé, rejoints par le vice-président du conseil de gouvernement (et donc chef politique de l'exécutif local) et conseiller territorial Michel Kauma (jusque-là membre de l'UICALO), font ainsi perdre sa majorité absolue à l'UC (qui passe ainsi de 18 à 14 sièges sur 30 au sein de l'assemblée territoriale) et s'allient aux 11 élus du Rassemblement calédonien (Rascal, droite gaulliste et indépendante de Henri Lafleur et Georges Chatenay). Ils contribuent ainsi à l'élection le 8 novembre 1960 du gaulliste René Hénin à la présidence de l'Assemblée territoriale, et de l'indépendant Claude Parazols à la tête de la commission permanente le 6 janvier 1961. Ukeiwé est toutefois touché par une condamnation judiciaire, qui va le forcer à interrompre son activité politique pendant plus de dix ans.

### La condamnation et la traversée du désert (1961-1972)
Dick Ukeiwé est condamné en 1960 pour un délit de droit commun, et son pourvoi en Cour de cassation est rejeté le 6 décembre 1960. Il hérite d'une peine d'emprisonnement, et d'une privation de ses droits civiques pendant dix ans. Par conséquent, il doit abandonner son siège à l'Assemblée territoriale le 30 mai 1961. Son suivant de liste de 1958 lui succède : il s'agit de Wandrerine Wainebengo, employé à Nouméa dans la pharmacie de Maurice Lenormand, qui redonne ainsi sa majorité à l'UC (renforcé par le décès le 3 juillet 1961 d'un autre dissident de 1960, Tiapi Pimbé, remplacé par le grand-chef Cidopua qui rejoint les rangs du parti à la Croix verte). Pendant cette période, il travaille à la Société Le Nickel (SLN), et y fonde en 1969 avec Gaston Hmeun « Progrès et Travail », premier syndicat mélanésien créé avec le soutien de la direction et que Henri Ismaël, journaliste auteur d'un ouvrage sur le syndicalisme néo-calédonien, qualifie de « syndicat bidon créé par la SLN pour casser les conflits ».
S'il est donc forcé de se maintenir à l'écart de la politique active pendant dix ans, il continue néanmoins à militer, s'engageant pleinement désormais dans le camp gaulliste local. Il contribue ainsi à créer en 1962 avec l'avocat Georges Chatenay, qui a quitté le Rascal car ne s'entendant guère avec le sénateur RI Henri Lafleur, et l'AICLF la fédération locale de l'Union pour la nouvelle République (UNR). Il lui reste fidèle lorsque la plupart de ses dirigeants kanak, dont les anciens de l'AICLF mais aussi le grand-chef maréen Henri Naisseline, la quitte en 1964 pour créer l'Action calédonienne. L'opposition de droite à l'UC va ensuite momentanément se réunir pour les élections territoriales de 1967 : le Rascal de Lafleur, l'Action calédonienne de Naisseline et l'UNR de Chatenay, et donc Ukeiwé, se fondent dans l'Union démocratique (UD). Mais les vieilles querelles resurgissent bientôt et, lors du congrès de Ponérihouen du 12 décembre 1971, la composante gaulliste de Georges Chatenay prend en main la direction de l'UD, entraînant rapidement la défection des autres factions (Républicains indépendants et ex-AICLF). Ceux-ci fondent le 5 janvier 1972, sous la conduite du maire de Nouméa Roger Laroque et de Henri Lafleur, l'Entente démocratique et sociale (EDS), avec le renfort de Roger Delaveuve qui avait été le seul élu en 1967 de la petite liste conservatrice et agrarienne de l'« Union des patentés et propriétaires fonciers ».
Dick Ukeiwé reste pour sa part à l'Union démocratique. C'est également à cette époque que sa condamnation est levée. En effet, la chambre de mise en accusation de la cour d'appel de Nouméa le réhabilite totalement en janvier 1972.

### Le retour au premier plan (1972-1977)
Il peut ainsi se présenter aux élections territoriales du 10 septembre 1972 : en deuxième position sur la liste du Sud menée par Georges Chatenay, qui obtient 2 élus (contre 5 à celle de l'EDS et 4 au Mouvement libéral calédonien, une dissidence de certains Caldoches de l'UC qui elle-même obtient 3 sièges dans cette circonscription). Les trois partis de droite (EDS, MLC et UD) forment une coalition de 16 sièges sur 35 contre 12 à l'UC. Deux petits partis charnières font et défont alors les majorités pendant 5 ans : le Mouvement populaire calédonien (MPC) ouvriériste et populiste d'Alain Bernut (2 sièges) et l'Union multiraciale (UMNC), parti autonomiste créé par des dissidents kanak de l'UC emmenés par Yann Céléné Uregeï (5 sièges).
Au gré de ces alliances, l'alliance des droite détient une majorité jusqu'en 1976, et Dick Ukeiwé est successivement porté à la présidence de la commission permanente du 25 janvier 1973 au 25 mars 1976 puis au perchoir de l'Assemblée territoriale pour la première fois du 30 septembre 1975 au 5 octobre 1976. L'UC revient au pouvoir ensuite, et Rock Pidjot lui succède à la tête de l'assemblée.

### Un dirigeant anti-indépendantiste (1977-1989)

#### L'un des pères fondateurs du RPCR (1977-1978)
Alors que jusqu'alors la classe politique néo-calédonienne était essentiellement divisée entre autonomistes, plutôt majoritaires et surtout incarnés par l'Union calédonienne, et partisans d'un renforcement du pouvoir central, la montée en force de l'indépendantisme kanak dans les années 1970 bouleverse les lignes. La montée d'une jeune génération de nationalistes mélanésiens, partisan du détachement d'avec la France, dont surtout Jean-Marie Tjibaou, à l'UC provoque le départ de ses membres restés autonomistes mais fermement anti-indépendantistes (le maire de Bourail Jean-Pierre Aïfa, celui de Thio Roger Galliot). L'Union multiraciale a pris position officiellement pour l'indépendance et s'est rebaptisée Front uni de libération kanak (FULK) en 1975, tandis que la même année les anciens groupes de lutte étudiants kanak des « Foulards rouges » de Nidoïsh Naisseline (fils et successeur du grand-chef Henri Naisseline) et du « Groupe 1878 » d'Élie Poigoune fusionnent pour former le Parti de libération kanake (Palika).
Les élections municipales de mars 1977 sont le premier scrutin où transparaît cette évolution : 52,6 % des suffrages exprimés se portent sur la droite (Entente démocratique et sociale, Union démocratique et Mouvement libéral calédonien essentiellement), 36 % sur les partis autonomistes (UC, UPM, PSC) et 11,5 % sur les indépendantistes (Palika et FULK), tandis que Jean-Marie Tjibaou se fait élire maire de Hienghène avec un programme clairement indépendantiste. En réaction, les partisans du maintien dans la France, dont Dick Ukeiwé apparaît désormais comme l'un des chefs de file, estiment qu'il est nécessaire de se réunir.
Le 17 avril 1977, le conseiller de gouvernement EDS et fils de l'ancien sénateur RI Henri Lafleur, Jacques Lafleur, organise à Nouméa un grand congrès « à l'américaine » afin de fédérer les anti-indépendantistes. Le nouveau parti ainsi créé, le Rassemblement pour la Calédonie (RPC), ne met pas totalement fin à l'éclatement politique local puisqu'il regroupe essentiellement l'ancien EDS (et notamment le maire de Nouméa Roger Laroque qui prend la présidence du mouvement, ou encore le sénateur Lionel Cherrier et les mélanésiens d'inspiration protestante de l'AICLF), des gaullistes et néo-gaullistes ayant quitté l'UD dont surtout Dick Ukeiwé mais aussi le maire de Hienghène battu par Jean-Marie Tjibaou en mars 1977 (Yves de Villelongue), les jeunes giscardiens qui viennent de fonder en 1975 la section locale de Génération sociale et libérale (nouveau nom depuis 1974 des Jeunes Républicains indépendants : on trouve parmi eux de jeunes diplômés caldoches tels le substitut du procureur Pierre Frogier ou le journaliste Pierre Maresca), des wallisiens et futuniens (Petelo Manuofiua) et des autonomistes non-indépendantistes telle l'Union Kanak pour une Calédonie multiraciale (UK) de Willy Némia qui était l'un des membres fondateurs de l'Union multiraciale.
Aux élections territoriales du 11 septembre 1977, Ukeiwé mène la liste du RPC dans les Îles Loyauté : elle gagne un siège sur 5 à pourvoir, tandis qu'à l'échelle de la Nouvelle-Calédonie le Rassemblement arrive en tête (sans obtenir toutefois de majorité absolue) avec 12 élus sur 35, tandis que l'ensemble des mouvements anti-indépendantistes ont en tout 19 représentants, contre 9 à l'UC et 3 pour les deux partis indépendantistes. L'ensemble du camp « pro-français » s'unit pour porter à nouveau Dick Ukeiwé à la présidence de l'Assemblée territoriale le 27 septembre 1977. Resté gaulliste, Ukeiwé fonde également, avec le soutien de Roger Laroque mais dans un premier temps en marge du RPC, la fédération locale du Rassemblement pour la République (RPR) fondé l'année précédente en métropole par Jacques Chirac. Il milite activement pour que l'ensemble de la famille anti-indépendantiste se regroupe sous l'étiquette chiraquienne, ce qu'il va finalement obtenir. En effet, Jacques Lafleur, élu député (dès le 1er tour) de la nouvelle 2ecirconscription (la côte ouest) aux élections législatives de 1978, s'inscrit au groupe RPR. Dick Ukeiwé est lui-même candidat dans la 1re circonscription (côte est et les Îles), face au sortant de l'UC Rock Pidjot : il réussit à le mettre en ballotage, avant de devoir s'incliner au second tour par 40,6 % des voix contre 59,4 %. Par la suite, Lafeur fait fusionner totalement le RPC avec la fédération locale d'Ukeiwé et transforme son nom le 21 juillet 1978 en Rassemblement pour la Calédonie dans la République (RPCR) pour bien marquer son affiliation. Ukeiwé et Franck Wahuzue organisent à partir de cette date le mouvement « Jeunesse Action Réflexion mélanésienne » (JARM), club voulant augmenter l'influence anti-indépendantiste au sein de la communauté kanak.
Ceci provoque toutefois la fronde des éléments centristes et « giscardiens » du parti lafleuriste, tels les deux petits mouvements qui avaient fait campagne à part en 1977 pour se faire absorber ensuite (l'Union pour la renaissance de la Calédonie URC de tendance radicale et l'Entente toutes ethnies ETE autonomiste) et qui reprennent vite leur indépendance, ou encore le sénateur Lionel Cherrier qui était le suppléant de Henri Lafleur et lui avait donc succédé à la suite de son décès en 1974. De plus, sans se contenter de quitter le parti, ils se retirent également avec l'Union de Nouvelle-Calédonie (UNC, créée par des dissidents anti-indépendantistes de l'UC emmenés par le maire de Bourail Jean-Pierre Aïfa) et l'UD (qui reste sur une ligne gaulliste orthodoxe plutôt hostile au RPR) de la coalition majoritaire jusque-là dominée par le RPC devenu RPCR. Une motion de censure contre le conseil de gouvernement d'André Caillard est ainsi votée par l'Assemblée territoriale le 31 octobre 1978, et le nouvel exécutif élu à la suite de cela retrouve Maurice Lenormand à sa tête. Puis, lors du renouvellement du bureau le 23 novembre suivant, Dick Ukeiwé doit laisser la présidence de l'Assemblée à Jean-Pierre Aïfa.

#### Chef de l'exécutif (1979-1982)
Un véritable tripartisme se met alors en place : les indépendantistes, regroupés à partir du 4 juin 1979 en un Front indépendantiste (FI) dominé par l'Union calédonienne que Jean-Marie Tjibaou, son nouvel homme forme, a fait basculer en faveur de l'accès à la pleine souveraineté lors de son congrès de Bourail de mai 1977 ; les anti-indépendantistes du RPCR ; ses anciens alliés qui ont finalement provoqué sa chute, qui se regroupent au sein de la Fédération pour une nouvelle société calédonienne (FNSC) présidée par Jean-Pierre Aïfa et qui se veulent le centre de l'échiquier politique local. Les élections territoriales du 1er juillet 1979 marquent la victoire à l'échelle territoriale du RPCR (40,24 % des suffrages exprimés et 15 sièges sur 36) et la très forte implantation du Front indépendantiste dans l'Est (62,74 % et 5 des 7 sièges à pourvoir) et dans les Îles Loyauté (64,44 % et 4 élus sur 5). Dans cette dernière, la liste menée une nouvelle fois par Dick Ukeiwé fait toutefois bonne figure et montre sa bonne implantation personnelle, réunissant 1 874 voix soit 29,73 % des suffrages : il en est le seul élu. La FNSC se confirme pour sa part comme la troisième force et le parti pivot de la Assemblée territoriale avec 17,82 % des voix et 7 sièges : ils vont faire et défaire les majorités jusqu'en 1984, s'alliant d'abord au RPCR par solidarité anti-indépendantiste jusqu'en 1982 puis au FI par affinité pour son programme social par la suite.
Pour l'élection du nouveau conseil de gouvernement le 6 juillet 1979, Dick Ukeiwé est choisi pour tirer la liste d'« Entente nationale » qui comporte, outre lui-même, quatre autres RPCR (Albert Etuvé, Pierre Frogier, Franck Wahuzue et Pierre Maresca) ainsi que deux membres de la FNSC (Georges Nagle et Stanley Camerlynck). Sans surprise, disposant d'une large majorité de 22 conseillers territoriaux, ils remportent tous les postes à pourvoir. Dick Ukeiwé est élu comme vice-président, soit le chef politique de fait de cet exécutif puisque le haut-commissaire (nouveau nom du gouverneur), qui en reste le président, n'y a plus le droit de vote. En plus de son poste de vice-président, Ukeiwé prend en charge le secteur du Travail et des Affaires sociales, ainsi que les relations avec les Anciens combattants. Il est ainsi à l'origine de la création de la Chambre des métiers de Nouvelle-Calédonie par arrêté du 14 août 1979 et de sa mise en place effective en 1981.
Peu de temps après sa prise de fonction, le président de la République fait un déplacement en Nouvelle-Calédonie : le 17 juillet 1979, Dick Ukeiwé lui demande, en vain, d'affirmer officiellement que « la Nouvelle-Calédonie, c'est la France » et que « rien, jamais, ne pourra l'en séparer ». Le chef de l'État préfère déclarer de manière prudente que :
« La France est porteuse d'une espérance universelle fondée sur la dignité de l'Homme [...]. Être Français, c'est être juste et fraternel [...]. Mais la justice et la fraternité ne sont pas seulement des slogans historiques, ce sont des objectifs de la vie quotidienne [...]. L'image de la France ne doit être ternie, nulle part, par les séquelles d'une époque coloniale qui s'éloigne dans le passé [...]. La France est décidée à vous aider et elle le fera. Mais cette politique ne sera ni conçue ni dictée de loin. La France ne fera rien qui aille à l'encontre de la volonté des habitants de ce territoire. Vous êtes responsables de votre avenir. Je suis persuadé que vous saurez faire de votre territoire un exemple pour le Pacifique »,.
Il doit faire face ensuite à l'indépendance du condominium des Nouvelles-Hébrides voisin, devenu le Vanuatu, le 30 juillet 1980, et à l'arrivée au pouvoir sur le plan national de la gauche en 1981. Est ainsi élu à la présidence de la République le socialiste François Mitterrand (celui-ci n'a en revanche obtenu en Nouvelle-Calédonie que 23,33 % des voix au premier tour contre 48,82 % au président sortant Valéry Giscard d'Estaing, qui apparaît comme le candidat principal de la droite, et 17,63 % à Jacques Chirac, puis uniquement 34,5 % au second tour), tandis que l'« État de grâce » permet au PS allié aux radicaux de gauche et aux communistes d'obtenir une large majorité (localement, Jacques Lafleur est réélu au 1er tour avec 54,3 % des voix, tandis que dans l'est Rock Pidjot conserve difficilement son siège dans une triangulaire qui l'oppose à Nidoïsh Naisseline, dissident du Palika et désormais dirigeant du mouvement Libération kanak socialiste LKS, et au RPCR Henri Wetta). Le nouveau gouvernement français, avec en première ligne son secrétaire d'État aux DOM-TOM Henri Emmanuelli et le nouveau Haut-commissaire Christian Nucci, se rapproche des indépendantistes (Rock Pidjot fait d'ailleurs partie à l'Assemblée nationale de la majorité présidentielle, puisqu'il s'est rattaché au groupe socialiste alors qu'il siégeait avant 1981 comme non inscrit) et entreprend d'affaiblir la droite néo-calédonienne. Le 4 février 1982, une loi d'habilitation est adoptée par le Parlement (mais a été rejetée au Sénat) : elle autorise le gouvernement central à prendre des ordonnances afin d'accélérer le train des réformes, notamment en matière foncière ou de reconnaissance de la culture kanak. Les tensions avec l'opposition s'intensifient à la suite de l'assassinat, le 19 septembre 1981, de Pierre Declercq, secrétaire général (et donc numéro deux) de l'UC depuis 1977.
De plus, les divisions entre les deux partis de la coalition ne cessent de s'accumuler, notamment sur la question foncière, le degré d'autonomie et finalement la fiscalité. C'est sur ce dernier point que l'« Entente nationale » éclate en 1982 : les sept conseillers territoriaux FNSC votent le 11 janvier 1982 avec ceux du Front indépendantiste, et contre la volonté du RPCR, la création d'un impôt sur le revenu sur le Territoire. Ils sont soutenus dans cette démarche par le Haut-commissaire Christian Nucci, qui permet une application rapide de cette délibération puisque l'arrêté la rendant exécutoire est signé dès le 19 janvier suivant. Après quelques mois de négociations, la FNSC sort de la majorité : Gaston Morlet et Stanley Camerlynck démissionnent du Conseil de gouvernement de Dick Ukeiwé par lettres du 8 juin 1982 (acceptées par le Christian Nucci le 11 juin) et le parti vote la motion de censure déposée par les indépendantistes contre l'exécutif le 15 du même mois. Trois jours plus tard, le nouveau conseil de gouvernement est élu : cette fois-ci c'est la « Liste pour un Gouvernement de Réformes et de Développement » unissant FNSC et FI, sous la conduite de l'UC Jean-Marie Tjibaou, qui l'emporte (elle comporte toutefois un membre du RPCR, Henri Wetta, par ailleurs beau-frère de Tjibaou, présent à titre personnel mais avec l'accord de la direction de son parti afin de garder une voix au sein de l'exécutif). Pour protester contre ce renversement de situation, les « loyalistes », organisés en un Comité de liaison pour la défense des institutions (CLDI), descendent dans la rue (8 000 personnes à Nouméa menés par le maire Roger Laroque le 26 juin), provoquent une grève générale et investissent l'Assemblée territoriale avant d'être repoussés par la police le 22 juillet. Pour rétablir l'ordre et montrer au gouvernement de Paris qu'il a le soutien de la population calédonienne, Jacques Lafleur démissionne le 6 juillet 1982 de son mandat de parlementaire et se représente à sa propre succession lors de l'élection législative partielle du 5 septembre qui se transforme en véritable plébiscite en sa faveur. En effet, l'électorat de la FNSC, mécontente de la nouvelle alliance de leur parti, se reporte en masse sur le député sortant qui est réélu avec 91,4 % des voix.
Dick Ukeiwé pour sa part réorganise son groupe de pression des mélanésiens anti-indépendantistes en l'étendant au-delà du RPCR, avec notamment François Néoeré (futur membre fondateur du Front national local en 1984), Delin Wema, Maurice Nénou ou Maurice Ponga : ils créent en 1982 l'Association des amitiés françaises en Mélanésie (AFM). Il précise également sa vision de la coutume et de l'identité mélanésienne, qu'il estime transformée par la présence française depuis la colonisation, déclarant dans un entretien accordé aux Nouvelles calédoniennes le 23 septembre 1982 :
« Du temps de la colonie, les coutumes et traditions mélanésiennes ont encore régressé, et à travers elles, l'identité culturelle mélanésienne. [...] Beaucoup parlent aujourd'hui des coutumes et des traditions, mais déjà pour ma génération ces coutumes et ces traditions avaient perdu de leur authenticité première. [...] Ayant obtenu le droit de vote ... les Mélanésiens ont commencé à s'exprimer librement à travers le suffrage universel, se fixant alors comme objectif essentiel de faire connaître aux autres calédoniens leur identité, c'est-à-dire la coutume mélanésienne avec ses valeurs et ses traditions. Cette identité s'est d'abord manifestée sur le plan politique lorsque nous avons été élus à l'Union calédonienne. [...] Il faut tout de même remarquer que les premiers élus mélanésiens au conseil général d'abord puis à l'Assemblée territoriale étaient surtout des pasteurs, des catéchistes, des diacres et des grands chefs. Et cela démontre une fois de plus l'emprise et le rôle très important joué encore à cette époque par la religion et l'administration. [...] À partir de là, notre combat a été de réhabiliter et de ressusciter la culture mélanésienne. [...] Chez les Mélanésiens, la coutume représente un ensemble de valeurs qui ont un caractère spirituel et un ensemble sacré : lorsqu'on parle coutume, il y a un certain respect qui doit s'instaurer ».
En juillet 1983, à Nainville-les-Roches, le nouveau secrétaire d'État aux DOM-TOM, Georges Lemoine, réunit les deux camps pour négocier un nouveau statut, et Dick Ukeiwé fait partie de la délégation du RPCR emmenée par Jacques Lafleur. Les indépendantistes croient alors obtenir que seuls les Kanak, soit environ 60 000 habitants sur les 127 000 que comptait alors la Nouvelle-Calédonie, voteraient lors du référendum d'autodétermination prévu pour 1989. Les anti-indépendantistes s'insurgent contre cette promesse, refusent de signer la déclaration finale de la rencontre par laquelle « nous (les Calédoniens d'origine européenne) serions "acceptés" nous, Calédoniens, parce que victimes de l'histoire ». D'un autre côte, Jean-Marie Tjibaou et les indépendantistes souhaitent que cette limitation du corps électoral soit acquise, et de préférence avant les prochaines échéances électorales de 1984 où le RPCR était pressenti pour obtenir une importante victoire.

#### Sénateur de la Nouvelle-Calédonie (1983-1992)
Dick Ukeiwé est élu sénateur lors des élections sénatoriales du 25 septembre 1983, au 1er tour de scrutin, avec 173 voix de grands électeurs sur 319 suffrages exprimés (54,23 %) et 324 inscrits (53,39 %), contre 114 au sortant UDF Lionel Cherrier, qui a obtenu le soutien de son parti (la FNSC) et de la majorité du Front indépendantiste, et 32 au LKS Jacob Kapéa Napemoindou. Il avait au préalable abandonné son siège à l'Assemblée territoriale (qu'il avait retrouvé en 1982) en démissionnant le 13 septembre 1983.
Siégeant en toute logique au sein du groupe RPR, il est particulièrement soutenu par le président de celui-ci, Charles Pasqua. Et l'opposition de droite à François Mitterrand étant majoritaire au Sénat, elle offre à Dick Ukeiwé, par solidarité, une fonction au sein du bureau de la chambre haute : il est ainsi élu à l'un des huit postes de secrétaires le 5 octobre 1983. Il est essentiellement membre pendant ses neuf ans de mandat de la commission des affaires culturelles, avec quelques passages à celle des lois (généralement lorsque des discussions sur un nouveau statut de la Nouvelle-Calédonie sont engagées : du 25 mai au 22 août 1984 et du 23 janvier 1985 au 17 octobre 1986).
Il est ainsi l'une des deux voix privilégiées du RPCR et des anti-indépendantistes à Paris, aux côtés de Jacques Lafleur. Il s'oppose au projet de nouveau statut « évolutif et de transition » d'autonomie interne, dit « statut Lemoine » (du nom du secrétaire d'État aux DOM-TOM), vu comme un premier pas vers l'indépendance, et déclare à ce sujet à la tribune du Palais du Luxembourg le 6 décembre 1983, dans une attaque contre Georges Lemoine : 
« Vous revenez, monsieur le secrétaire d'État, d'un voyage en Nouvelle-Calédonie, où vous avez présenté le projet de statut d'autonomie interne, que vous souhaitez appliquer au territoire. Je dis "vous" car, à l'évidence, ce statut n'est voulu par personne. Il n'est voulu ni par les indépendantistes, qui estiment à juste titre sans doute que les propositions que vous avez exposées demeurent extrêmement timorées par rapport aux promesses imprudentes que vous et vos amis leur aviez faites avant le 10 mai 1981, ni par les nationaux, que je représente dans cette assemblée, c'est-à-dire plus des deux tiers de la population, que vous avez marginalisés politiquement depuis deux ans. Vous avez souhaité d'autres interlocuteurs que les partisans de la France. Vous les avez ! Mais, à l'assemblée territoriale, voilà quelques jours, ces gens qui vous doivent tout vous ont tourné le dos et ont quitté l'hémicycle avant votre discours. Je ne doute pas, monsieur le secrétaire d'État, que vous et vos collaborateurs ferez tout pour recoller les morceaux. Certain que vos amis indépendantistes ne se précipiteront pas pour vous fournir la colle, j'attends, avec un amusement non dénué d'inquiétude, de voir comment et sous quelles conditions s'effectuera ce rabibochage. Quoi qu'il en soit, monsieur le secrétaire d'État, je vous remercie au nom des Calédoniens d'avoir eu la délicatesse à la télévision locale de comparer la présence française en Nouvelle-Calédonie à l'occupation nazie en France [information démentie par l'intéressé]. [...] Je laisse à mes collègues le soin d'apprécier la valeur de cette forte image. Je relève simplement qu'elle est en contradiction totale avec le discours que vous aviez prononcé à l'assemblée territoriale, le 20 mai dernier, et au cours duquel vous déclariez que la France n'avait pas à rougir de son action en Nouvelle-Calédonie. [...] En repoussant à 1989 le référendum sur l'autodétermination des Calédoniens, vous avez non seulement esquivé vos responsabilités et peut-être préparé un lourd héritage pour vos successeurs, mais aussi compromis les chances d'un territoire sur lequel personne n'osera plus miser, sachant que tout pourra être remis en question dans quelques années. Qu'est-ce qui vous empêche, monsieur le secrétaire d'État, d'organiser dans les mois qui viennent cette consultation de la population calédonienne, qui démontrera, de façon éclatante vous le savez bien, que les Calédoniens, toutes ethnies confondues, souhaitent massivement rester Français ? ».

#### Le chef des exécutifs officiels lors des Évènements (1984-1989)
La Nouvelle-Calédonie bascule ensuite dans la violence. Le Front indépendantiste, sous l'impulsion de Jean-Marie Tjibaou, se transforme, lors de son congrès tenu à Nouméa les 22, 23 et 24 septembre 1984, en un Front de libération nationale kanak et socialiste (FLNKS) auquel seul le LKS ne participe pas chez les indépendantistes, et décide la mise en place d'un boycott actif des élections territoriales du 18 novembre suivant. Des barrages sont dressés un peu partout en « Brousse », le tour cycliste de Nouvelle-Calédonie est perturbé, un véritable « siège de Thio » par les indépendantistes emmenés par le secrétaire général de l'UC Éloi Machoro (dont la photographie le montrant en train de briser une urne de vote le jour du scrutin à l'aide d'un tamiok, ou hache de guerre kanak, a marqué les esprits) débute le 20 novembre 1984 (les propriétaires caldoches  sont désarmés et la gendarmerie occupée), un éleveur caldoche est tué lors d'un affrontement sur un barrage le 2 décembre et trois jours plus tard, dix militants indépendantistes, dont deux frères du leader du FLNKS Jean-Marie Tjibaou, sont tués dans une embuscade montés par des anti-indépendantistes près de la tribu de Tiendanite à Hienghène en représailles aux incendies et aux pillages répétés de maisons de Caldoches par les militants du FLNKS dans les environs. C'est le début des « Événements ».
Lors des élections territoriales de novembre 1984 (dont la participation tombe à 57,5 % des inscrits du fait du boycott du FLNKS), Dick Ukeiwé, qui habite désormais à Dumbéa, mène cette fois la liste du RPCR dans la circonscription Ouest : c'est une large victoire pour le parti de Jacques Lafleur qui confirme son statut de force principale des anti-indépendantistes, avec 27 851 voix (70,87 % des suffrages exprimés) et 34 sièges sur 42 (et 8 sur 9 dans l'Ouest). Par conséquent, Dick Ukeiwé est élu le 23 novembre 1984 président du nouveau gouvernement territorial, créé par le statut Lemoine, par 35 voix contre 7 abstentions, Roger Galliot du FN ayant voté pour lui mais Jean-Pierre Aïfa, unique élu de la liste Union pour la liberté dans l'ordre (ULO) qui unissait la FNSC à des dissidents de l'UC hostiles au boycott (dont Gabriel Païta), ayant choisi de ne pas se prononcer. Il nomme ses neuf ministres (dont quatre mélanésiens) le jour même (Yves Magnier, Pierre Frogier, Michel Kauma, Delin Wéma, Charles Lavoix, Pierre Maresca, Joseph Tidjine, Denis Milliard et Goïne Ferdinand Wamo). Cet exécutif officiel n'est toutefois pas reconnu par le FLNKS, qui se dote le 1er décembre 1984 d'un « Gouvernement provisoire de Kanaky » (GPK) présidé par Tjibaou et avec André Gopoea, Éloi Machoro, Yann Céléné Uregei et Yeiwéné Yeiwéné comme membres.
Le nouveau Haut-commissaire, Edgard Pisani annonce le 7 janvier 1985 son projet « d'indépendance-association », prévoyant l'organisation en juillet d'un référendum qui donnerait le choix entre le maintien dans la République française ou la création d'un État indépendant associé à la France. Le RPCR réplique le 24 janvier suivant par la voix de Dick Ukeiwé à la tribune du Sénat lors de la discussion générale sur le projet de loi relatif à l'état d'urgence en Nouvelle-Calédonie et dépendances. Il propose un statut de type fédéral, avec un pouvoir limité de l'État (réduit à « la personnalité internationale, la défense, la justice, les libertés, la monnaie, la fonction publique d'État et les ressources stratégiques »), l'« unité du Territoire » (« incarnée par un gouvernement dont le président pourrait être élu au suffrage universel », il est le premier à employer le terme de « congrès » pour désigner l'assemblée délibérante locale, compétente « dans les matières relatives à l'enseignement, à la santé, à la fiscalité territoriale et au budget annuel ») et surtout à une régionalisation à l'intérieur de la Nouvelle-Calédonie (d'après lui « l'innovation essentielle qu'il me paraît indispensable d'introduire dans nos institutions », à savoir la reconnaissance de « la personnalité de trois ou quatre régions naturelles et humaines de Nouvelle-Calédonie »). Concernant la coutume, il déclare : « Il me semble sage de demander à ses représentants habilités de rechercher ensemble ce qui pourrait être une sorte de Sénat coutumier à l'échelle du territoire afin d'aboutir à une assemblée des sages disposant d'un large pouvoir consultatif pour toutes les matières qui touchent directement aux règles coutumières ». L'Assemblée territoriale vote massivement contre le projet de référendum et d'« indépendance-association » le 31 mai. Le FLNKS également rejette le « plan Pisani » lors de son congrès de Nakéty le 9 février. Les affrontements se font sinon de plus en plus violents, symbolisés par la mort d'Yves Tual (jeune caldoche de 17 ans tué par des militants indépendantistes sur la propriété de ses parents près de Thio) le 11 janvier 1985 entraînant dans la nuit d'importantes manifestations anti-indépendantistes à Nouméa, puis celle le lendemain d'Éloi Machoro (abattu d'une balle dans la poitrine par un membre du GIGN avec un autre militant indépendantiste, Marcel Nonnaro, dans une ferme de La Foa qu'ils occupaient). Le même jour, l'état d'urgence est déclaré et le couvre-feu installé en Nouvelle-Calédonie (ce dernier n'est levé que le 14 juin, et l'état d'urgence le 30 juin). La violence est généralisée de mars à décembre 1985 : des affrontements se succèdent jours et nuits sur l'ensemble du Territoire dans un climat de quasi guerre civile, avec assassinats, incendies, grèves, manifestations, barrages, plasticages, sabotages, arrestations et opérations militaires. Dick Ukeiwé fait les frais de son engagement en faveur de la France dans son île natale, contrôlée désormais par le FLNKS et où aux tensions politiques s'ajoutent des conflits coutumiers : il est ainsi empêché d'atterrir une première fois à Lifou le 23 février 1985, puis à nouveau au début du mois de juillet suivant.
Un nouveau statut est proposé par Edgard Pisani et acté le 23 août 1985, reprenant l'essentiel des propositions faites par Ukeiwé en janvier 1985. Il accorde plus d'autonomie à la Nouvelle-Calédonie, avec surtout la création de quatre Régions (Nord, Centre, Sud et îles Loyauté) disposant chacune d'un conseil élu au suffrage universel à la proportionnelle de liste (reprenant ainsi l'idée de la régionalisation évoquée par Ukeiwé, mais avec un découpage géographique différent destiné notamment, selon les anti-indépendantistes, à favoriser le FLNKS), la réunion de ces quatre conseils formant le Congrès du Territoire qui remplace l'Assemblée territoriale de Nouvelle-Calédonie. L'exécutif appartient toujours au Haut-commissaire toutefois secondé par un Conseil exécutif dirigé par le président du Congrès et constitué des quatre présidents de région. Il est créé également dans chaque région un conseil consultatif coutumier, dont la réunion forme le conseil coutumier territorial. L'Assemblée territoriale est donc dissoute neuf mois après son élection, et les premières « élections régionales » sont fixées pour le 29 septembre suivant : le FLNKS décide cette fois d'y participer. Ce scrutin voit une nouvelle victoire du RPCR à l'échelle du Territoire avec 53,48 % des suffrages exprimés et 26 sièges sur 46, contre 28,76 % et 16 élus au FLNKS. Mais ce dernier remporte de très larges majorités aux conseils des régions Nord (Jean-Marie Tjibaou obtient 59,61 % et 6 sièges sur 9) et des Îles (Yeiwéné Yeiwéné avec 52,13 % et 4 élus sur 7). Dans la région Centre, Dick Ukeiwé espère l'emporter face à Léopold Jorédié (qui a remplacé Machoro comme « ministre de la Sécurité » du GPK). Il demande au FN local de retirer sa liste dans cette région afin d'éviter la dispersion des voix anti-indépendantistes, ce que le parti accepte de faire même si le RPCR a refusé toute alliance électorale avec lui. Il doit néanmoins faire face à la candidature concurrente de Jean-Pierre Aïfa, qui conserve un électorat important dans sa commune de Bourail qui est comprise dans le Centre. La liste Ukeiwé est finalement battue de peu, avec 5 003 votes (41,86 % des suffrages) et 4 sièges sur 9, et seulement 431 voix, 3,61 points et 1 élu de moins que le FLNKS. Le RPCR dépose dans un premier temps un recours en annulation des élections dans le Centre mais Dick Ukeiwé finit par se déclarer, lors de l'installation du Conseil de Région à La Foa, « prêt à travailler, mais pas dans le cadre de la préparation à l'indépendance ». Il conserve sa place à la tête de l'exécutif territorial, puisqu'il est élu le 7 octobre 1985 président du Congrès, et donc dans le même temps président du Conseil exécutif où il doit toutefois composé avec les trois présidents régionaux issus du FLNKS (Jean-Marie Tjibaou, Léopold Jorédié et Yeiwéné Yeiwéné) contre un seul appartenant au RPCR, Jean Lèques dans le Sud.
En 1986, la droite revient au pouvoir sur le plan national, et les deux députés calédoniens sont désormais RPCR : Jacques Lafleur et Maurice Nénou, leur liste obtenant 88,5 % des suffrages exprimés pour une participation de 50,4 % des inscrits seulement, le FLNKS ayant appelé à l'abstention. Le nouveau ministre de l'Outre-Mer, Bernard Pons, réforme le statut Pisani afin de contrer l'indépendance en réduisant les pouvoirs des Régions, en défendant le droit commun et la propriété privée face au droit coutumier en matière foncière et propose l'organisation rapide d'un référendum d'autodétermination ouvert à tous les néo-calédoniens, quelle que soit leur origine ou leur communauté d'appartenance (avec toutefois pour la première fois l'établissement d'une condition pour y participer de trois ans de résidence, les indépendantistes voulaient pour leur part limiter la consultation aux seules personnes ayant au moins l'un de leurs parents natifs de l'archipel). Ce référendum, boycotté par le FLNKS, se tient le 13 septembre 1987 et se traduit par un rejet massif de l'indépendance : 98,3 % des suffrages exprimés, et 58,1 % des inscrits (puisque « seuls » 40,9 % des électeurs se sont abstenus, un score relativement faible étant donné l'appel du front indépendantiste). Par la suite, le « statut Pons II » est adopté le 22 janvier 1988 : il accentue l'autonomie du Territoire puisque le Conseil exécutif, avec un président élu par les membres du Congrès et composé des présidents des conseils de Régions et 5 membres élus également par l'assemblée délibérante territoriale à la proportionnelle sur scrutin de liste, retrouve un véritable pouvoir d'action et de décision (il était jusqu'alors essentiellement consultatif). Un nouveau découpage régional, proposé par Dick Ukeiwé est entériné : la région Sud perd les communes de Dumbéa et Païta mais gagne celles de Yaté et de l'île des Pins, tandis que les régions Nord et Centre sont supprimées au profit de celle de l'Ouest et de l'Est. Le Congrès du Territoire et les Conseils de Régions élus en 1985 sont alors dissous, et un nouveau scrutin est prévu pour le 24 avril 1988, soit le même jour que le premier tour de l'élection présidentielle. Le 15 mars 1988, le RPCR estime la revendication indépendantiste close depuis le référendum d'autodétermination de septembre 1987, et demande la dissolution du FLNKS. Celui-ci décide, comme il l'avait fait aux élections territoriales de novembre 1984, le boycott actif du premier tour de l'élection présidentielle et des élections régionales du 24 avril. Celles-ci sont alors sans surprise largement remportées par le RPCR, avec 64,52 % des suffrages (pour une participation limitée à 59,23 % des inscrits) et 35 sièges sur 48 au Congrès. La liste de Dick Ukeiwé dans l'Ouest a gagné 8 élus sur 11 et porte à la présidence du Conseil de Région Harold Martin, mais la participation n'était que de 56 % (plus que dans l'Est et dans les Îles, et nettement moins que dans le Sud).
La campagne a été marquée par une recrudescence de la violence sur le terrain. Deux jours avant le scrutin, le 22 avril, des indépendantistes attaquent la gendarmerie de Fayaoué sur l'île d'Ouvéa : quatre gendarmes sont tués, 27 sont pris en otages. C'est le début de la prise d'otage d'Ouvéa. Des incidents ont lieu le même jour sur tout le Territoire, notamment à Canala, isolé par l'armée qui incendie plusieurs cases. Le FLNKS expose trois conditions à la libération des otages : l’annulation des élections régionales, le retrait des forces de l’ordre de l’île et la nomination d’un médiateur. Le lendemain du vote, le 25 avril, les trois parlementaires, Jacques Lafleur, Maurice Nénou et Dick Ukeiwé, proposent de se substituer aux otages. Entre les deux tours de l'élection présidentielle, le 5 mai 1988, le Premier ministre Jacques Chirac et Bernard Pons, avec l'accord du président de la République, François Mitterrand, décident de libérer les otages en ordonnant l'assaut par le GIGN de la grotte de Gossanah : l'« opération Victor » fait 21 morts (19 preneurs d'otage et 2 militaires). Si ces évènements agissent comme un électrochoc sur l'électorat anti-indépendantiste (qui, le jour du second tour de l'élection présidentielle le 8 mai choisissent Jacques Chirac à 90 % avant de réélire au premier tour Jacques Lafleur et Maurice Nénou députés avec respectivement 83,3 % et 86,2 % des voix, mais avec une participation inférieure à 50 % du fait du boycott des indépendantistes et face à une percée du Front national dont le candidat, Guy George, atteint les 13,8 %), ils font surtout prendre conscience à l'État (le nouveau Premier ministre, Michel Rocard, appelle à la négociation dès son entrée en fonction), à Jacques Lafleur et à Jean-Marie Tjibaou que les choses ont été trop loin. Des négociations tripartites commencent le 11 juin 1988.
Dick Ukeiwé, qui a été réélu à la présidence du Conseil exécutif le 3 mai 1988, fait partie de la délégation du RPCR emmenée par Jacques Lafleur pour négocier à Paris avec l'État et les indépendantistes une sortie pacifique des « Évènements », et est ainsi l'un des signataires de l'accord tripartite de Matignon le 26 juin 1988. Et il mène le camp anti-indépendantiste, en l'absence de Lafleur empêché pour raisons de santé, pour la préparation de l'accord d'Oudinot du 20 août 1988 qui complète celui de Matignon (on parle alors d'« accords de Matignon-Oudinot », ou « accords de Matignon » au pluriel) en précisant les points sur le corps électoral pour le référendum d'autodétermination fixé à 1998, le découpage des provinces (Sud, Nord et Îles Loyauté, qui remplacent les régions) et l'amnistie.

### La mise à l'écart puis la dissidence du RPCR (1989-1999)
Dick Ukeiwé - après avoir tenté sans succès de ravir la mairie de Dumbéa à Bernard Marant (élu en 1983 comme RPCR, il a quitté ce parti après la signature des accords de Matignon auquel il s'est opposé et a créé avec quelques dissidents du FN le petit mouvement Calédonie demain, il est réélu avec 51,1 % des voix) aux élections municipales de mars 1989 - pour la première fois depuis la création du parti en 1977, n'est présent sur aucune liste du RPCR aux élections provinciales du 11 juin 1989 qui font suite à la mise en place des nouvelles institutions prévues par les accords de Matignon. Il n'occupe donc plus à partir de cette date de mandats locaux. En revanche, il est candidat sur la liste d'union UDF-RPR de Valéry Giscard d'Estaing aux élections européennes du 15 juin 1989, en 10e position. Celle-ci obtenant 28,88 % des suffrages et 26 des 81 sièges à pourvoir, Dick Ukeiwé fait ainsi son entrée au Parlement européen à partir du 25 juillet suivant. Il le reste pendant toute la durée de cette législature, jusqu'au 18 juillet 1994. Comme l'ensemble des élus du RPR, il siège au sein du groupe du Rassemblement des démocrates européens (RDE). Il est le premier néo-calédonien à devenir député européen, et n'est suivi que vingt ans plus tard par Maurice Ponga, lui aussi Kanak anti-indépendantiste du Rassemblement, élu en 2009 sous l'étiquette UMP.
Malgré ces deux mandats parlementaires, Dick Ukeiwé semble de plus en plus mis à l'écart des instances dirigeants du RPCR et s'éloigne de Jacques Lafleur. Ce dernier lui préfère le jeune kanak Simon Loueckhote comme candidat pour lui succéder au Sénat pour les élections du 27 septembre 1992. Ukeiwé se maintient toutefois, avec l'investiture du petit parti Calédonie demain (CD) créé en 1989 par des ex-RPCR emmenés par le maire de Dumbéa Bernard Marant, et risque ainsi de faire le jeu du candidat indépendantiste Rock Wamytan. Au premier tour de scrutin, Dick Ukeiwé réunit 44 votes de grands électeurs contre 172 chacun pour Loueckhote et Wamytan. Un second tour est alors organisé, et Ukeiwé demande à ses partisans de se reporter sur le candidat officiel du RPCR, qui est élu avec 192 votes contre 188 à l'indépendantiste, 5 qui maintiennent leur scrutin en faveur d'Ukeiwé et 3 blancs. En janvier 1993, Dick Ukeiwé démissionne du RPCR, fonde son propre parti baptisé « Mouvement des Calédoniens et Loyaltiens libres » (MCLL) et appelle à un « toilettage des accords Matignon » en refusant de participer aux comités du suivi avec l'État, le FLNKS et le RPCR. Il s'agit de la première dissidence d'importance au sein du principal parti anti-indépendantiste. Il se présente aux élections législatives du 21 mars 1993 contre son « ancien ami » Jacques Lafleur dans la 1re circonscription (à savoir Nouméa, l'île des Pins et les Îles Loyauté) : si le député sortant est une nouvelle fois réélu au premier tour, il obtient alors son plus mauvais résultat depuis sa première élection en 1978 (53,27 % des suffrages exprimés) contre 16,04 % à l'ancien sénateur qui arrive en deuxième position, devant le candidat du FLNKS Rock Wamytan (14,3 %).
Par la suite, il soutient sans en faire partie « Une Nouvelle-Calédonie pour tous » (UNCT, créée par des dissidents récents partisans de la candidature de Jacques Chirac à l'élection présidentielle d'avril-mai 1995 alors que Jacques Lafleur avait pris parti pour Édouard Balladur) qui menacent sérieusement la domination du RPCR sur le camp anti-indépendantiste aux élections provinciales du 9 juillet 1995. Son fils Bernard est ainsi présent en 2e position sur la liste de ce nouveau mouvement dans les Îles Loyauté (elle ne va toutefois y obtenir aucun élu). Dick Ukeiwé se présente à nouveau aux élections législatives du 25 mai 1997 contre Lafleur dans la 1re circonscription, mais ne réunit cette fois-ci que 1 162 votes, soit 4,22 % des suffrages, tandis que la participation, en l'absence de candidat indépendantiste, est tombée à 55,22 % des inscrits. Il s'oppose ensuite à l'accord de Nouméa et monte une liste de droite anti-accordiste aux provinciales du 9 mai 1999 dans le Sud avec un autre dissident du RPCR et de l'UNCT, l'avocat Denis Milliard (qui fut son « ministre » au sein de l'exécutif local dans les années 1980) et le MPF local créé en 1995 sur la base de l'ancien Front calédonien (FC) anti-autonomiste de Claude Sarran. Baptisée « Calédonie autrement », et avec Ukeiwé en troisième position derrière Milliard et Sarran, elle ne totalise toutefois que 1 912 votes et 3,86 % des suffrages exprimés.
Il se retire ensuite de la vie politique et le MCLL disparaît. Il devient toutefois une figure écoutée du nouveau président du Rassemblement Pierre Frogier (un de ses anciens ministres) à la suite de sa prise de contrôle du parti en 2005 face à Jacques Lafleur et devient une figure morale pour les militants kanaks. Puis il apporte son soutien en 2013 à plusieurs personnalités issues de la jeune garde du mouvement et désormais opposées à Pierre Frogier, qui créent alors le Mouvement populaire calédonien (MPC).

## Distinctions
Le 14 avril 1995, il devient chevalier de la Légion d'honneur par décret du président de la République François Mitterrand, décoration qui lui est remise à son domicile de Dumbéa par le maire RPCR de Nouméa Jean Lèques le 2 mars 1996. Le 14 mai 2003, il est fait officier de l'Ordre national du Mérite par décret du président Jacques Chirac sur proposition du ministre de l'Outre-mer Brigitte Girardin, décoration remise également par Jean Lèques au salon Vénézia de l'hôtel Nouvata Park à Nouméa le 28 juin 2004,. Dick Ukeiwé a été promu au rang d’officier de la Légion d’honneur par décret du président Chirac du 13 juillet 2006, recevant sa décoration le 24 mars 2007.

## Vie privée
En retraite à Dumbéa en Nouvelle-Calédonie jusqu'à sa mort en septembre 2013, il est le père d'une fille et quatre fils, dont :
- Bernard Ukeiwé (1953-2008), lui-même homme politique, vice-président du Rassemblement-UMP (nouveau nom pris par le RPCR en 2004) à partir de 2006, suppléant du député de la 1re circonscription Gaël Yanno à partir de 2007 et adjoint au maire de Nouméa à partir de mars 2008.
- Gilles Ukeiwé (né en 1959), également homme politique au sein du Mouvement populaire calédonien (MPC), parti créé par des dissidents du Rassemblement-UMP en 2013, conseiller municipal d'opposition à Nouméa de mars 2014 à 2020, principal du collège de La Foa de 2006 à 2013, du collège George-Beaudoux à Nouméa de 2013 à 2018, proviseur du lycée polyvalent des Îles Williama-Haudra à Lifou de 2018 à 2022 et du lycée Lapérouse de Nouméa depuis 2022.
- Eugène Ukeiwé (né en 1962), aussi  homme politique au sein du MPC avant de rejoindre le Rassemblement et finalement Calédonie ensemble en 2019, conseiller provincial du Sud de mai 2014 à mai 2019.
- Marie-Laure Ukeiwé (née en 1984), femme politique du Rassemblement-LR, 6e adjointe au maire de Dumbéa chargée de la cohésion sociale et de la solidarité (depuis 2020), membre du CESE-NC (depuis 2021).